# Перекладачі (фільм, 2019)
«Перекладачі» (фр. Les traducteurs) — трилер спільного виробництва Бельгії та Франції з Ламбером Вільсоном, Ольгою Куриленко, Алексом Лотером і Сідсе Бабетт Кнудсен у головних ролях. 

## Сюжет
Видавець Ерік Анґстрем готує видання заключного тому світового бестселера, авторства загадкового письменника Оскара Браха. Для цього він наймає дев'ятьох перекладачів з країн, де були найбільші продажі двох попередніх томів. 
Перекладачів поселяють у Франції в розкішному бункері, розташованому під особняком. В умовах повної ізоляції та секретності вони працюють над перекладом тексту останньої частини цього роману з французької мови на свої (англійська, німецька, російська (російську перекладачку грає Ольга Куриленко), португальська, данська, китайська, іспанська, грецька та італійська) мови. 
Їх ізолювали, щоб не допустити витоку очікуваної новинки в інтернет, — якщо це станеться, видавництво збанкрутує. Попри те, що перекладачам заборонено мати будь-який контакт із зовнішнім світом, таємничий хакер публікує в інтернеті перші десять сторінок роману. У той час, поки всі сушать голову над тим, як стався витік інформації, а видавець починає ретельне розслідування, хакер вимагає величезний викуп за те, щоб не зливати в мережу решту роману. 

## У ролях
- Ламбер Вільсон — Ерік Анґстрем (видавець книги)
- Ольга Куриленко — Катерина Анісінова (російська перекладачка)
- Алекс Лотер — Алекс Ґудман (англійський перекладач)
- Ріккардо Скамарчо — Даріо Фареллі (італійський перекладач)
- Сідсе Бабетт Кнудсен — Гелен Тукса (данська перекладачка)
- Едуардо Нор'єґа — Хав'єр Касаль (іспанський перекладач)
- Анна Марія Штурм — Інґрід Корбель (німецька перекладачка)
- Фредерік Чау — Чень Яо (китайський перекладач)
- Марія Лейте — Тельма Алвес (португальська перекладачка)
- Маноліс Мавроматакіс — Константінос Кедрінос (грецький перекладач)
- Сара Жиродо — Роуз-Марі (помічниця Анґстрема)
- Патрік Бошо — Жорж Фонтен
- Мішель Бомпуа — Роберт Монтейл
- Ніколя Корецький — Філіп Артур
- Марк Арно — Пол Сьєрра
- Міглен Міртчев — Сергій

## Вихід
Світова прем'єра трилера «Перекладачі» відбулася 23 листопада 2019 року. Прокат в Україні розпочався 20 лютого 2020 року. 